# 1号型哨戒艇
1号型哨戒艇（いちごうがたしょうかいてい、英語: PB No.1 class patrol boat）は、海上自衛隊が運用していた哨戒艇の艦級。1958年にアメリカ海軍の45フィート型哨戒艇（ピケット・ボート）15隻の供与を受けたものであり、1970年代まで運用されていた。

## 設計
第二次世界大戦中、アメリカ合衆国では飛行機の喪失に備えて、45フィート型救難艇（クラッシュ・ボート）を開発した。しかし航空機の行動範囲の拡大にともなって救難艇はより大型・高性能化したことから、この設計は港湾警備用の哨戒艇（ピケット・ボート）に転用され、大戦中に450隻以上が建造されることとなった。
船型はハードチャイン型、船質は木材であり、外板はダブル・ダイヤゴナール張りとされた。キャビンはセパレートされ、船首側に操舵室を、船尾側にはこれとほぼ独立した甲板室を設けていた。その間の艇中央部のスペースは露天の指揮所であり、機銃座もここに設けられた。
主機関としては、ゼネラルモーターズ（GM）社製の2サイクル6気筒高速ディーゼルエンジンである64HN9型が搭載されたが、自己逆転機構を備えていないことから、逆転減速機を介して推進器を駆動する方式とされた。なお本機は、LCVPなどの上陸用舟艇で広く採用されたグレーマリン・ディーゼルの同系機にあたるものであった。貸与当初は16ノットの速力を発揮できたが、木材の吸水による重量増と主機関の経年劣化による出力低下のために、除籍直前のころには10ノット前後がせいぜいとなっていた。
武装としては、上記の機銃座に12.7mm連装機銃または20mm単装機銃1基を、またその両舷に各2個ずつの爆雷を搭載していた。

## 配備
海上自衛隊では、MSA協定に基づいて1958年（昭和33年）にアメリカ海軍より15隻の供与を受けて、1号型哨戒艇として運用を開始した。当初は、横須賀で引き渡された7隻をもって横須賀地方隊隷下に第1港湾哨戒隊を、佐世保で引き渡された8隻をもって佐世保地方隊隷下に第2港湾哨戒隊を編成していた。その後、1963年（昭和38年）6月15日をもって4分割されることとなり、第1港湾哨戒隊から大阪基地隊（淡路警備所・由良基地に分遣）に3隻を転出させて第2港湾哨戒隊を、旧第2港湾哨戒隊から舞鶴地方隊に4隻を転出させて第4港湾哨戒隊を編成し、佐世保の旧第2港湾哨戒隊は第3港湾哨戒隊と改称された。
哨戒任務のほかに交通連絡用にも用いられ、また1964年（昭和39年）の東京オリンピックでは、江の島沖でおこなわれたセーリング競技の大会支援にあたる海上支援任務群において、15隻全艇が競技運営任務隊として召集され、昭和39年台風第20号襲来のなか、浮標の設置やコースの誘導、事故時の救難などにあたった。
1965年（昭和40年）8月13日、これらの艇は貸与から供与に切り替えられた。しかし元来が大戦中の建造であり、老朽化も進んでいたことから、1971年（昭和46年）より国産の19号型哨戒艇と交代するかたちで順次に退役を開始し、1973年（昭和48年）までに運用を終了した。
| 旧米艦名 | #      | 艦名       | 貸与                        | 配属          | 除籍                        |
| -------- | ------ | ---------- | --------------------------- | ------------- | --------------------------- |
| C-7765   | PB-901 | 哨戒艇1号  | 1958年 （昭和33年） 2月21日 | 横須賀        | 1973年 （昭和48年） 3月31日 |
| C-8294   | PB-902 | 哨戒艇2号  | 1958年 （昭和33年） 2月21日 | 横須賀        | 1971年 （昭和46年） 3月31日 |
| C-8319   | PB-903 | 哨戒艇3号  | 1958年 （昭和33年） 2月21日 | 横須賀        | 1971年 （昭和46年） 3月31日 |
| C-15907  | PB-904 | 哨戒艇4号  | 1958年 （昭和33年） 2月21日 | 横須賀        | 1972年 （昭和47年） 3月31日 |
| C-25395  | PB-905 | 哨戒艇5号  | 1958年 （昭和33年） 2月21日 | 横須賀 → 大阪 | 1971年 （昭和46年） 3月31日 |
| C-35868  | PB-906 | 哨戒艇6号  | 1958年 （昭和33年） 2月21日 | 横須賀 → 大阪 | 1971年 （昭和46年） 3月31日 |
| C-60220  | PB-907 | 哨戒艇7号  | 1958年 （昭和33年） 2月21日 | 横須賀 → 大阪 | 1971年 （昭和46年） 3月31日 |
| C-60280  | PB-911 | 哨戒艇11号 | 1958年 （昭和33年） 5月16日 | 佐世保        | 1972年 （昭和47年） 3月31日 |
| C-60307  | PB-912 | 哨戒艇12号 | 1958年 （昭和33年） 5月16日 | 佐世保        | 1973年 （昭和48年） 3月31日 |
| C-60310  | PB-913 | 哨戒艇13号 | 1958年 （昭和33年） 5月16日 | 佐世保        | 1972年 （昭和47年） 3月31日 |
| C-60310  | PB-914 | 哨戒艇14号 | 1958年 （昭和33年） 5月16日 | 佐世保        | 1972年 （昭和47年） 3月31日 |
| C-60315  | PB-915 | 哨戒艇15号 | 1958年 （昭和33年） 5月16日 | 佐世保 → 舞鶴 | 1972年 （昭和47年） 3月31日 |
| C-60338  | PB-916 | 哨戒艇16号 | 1958年 （昭和33年） 5月16日 | 佐世保 → 舞鶴 | 1972年 （昭和47年） 3月31日 |
| C-60340  | PB-917 | 哨戒艇17号 | 1958年 （昭和33年） 5月16日 | 佐世保 → 舞鶴 | 1973年 （昭和48年） 3月31日 |
| C-60342  | PB-918 | 哨戒艇18号 | 1958年 （昭和33年） 5月16日 | 佐世保 → 舞鶴 | 1972年 （昭和47年） 3月31日 |